# Galeria (Warenhaus)

Unternehmenslogo bis 19. August 2021

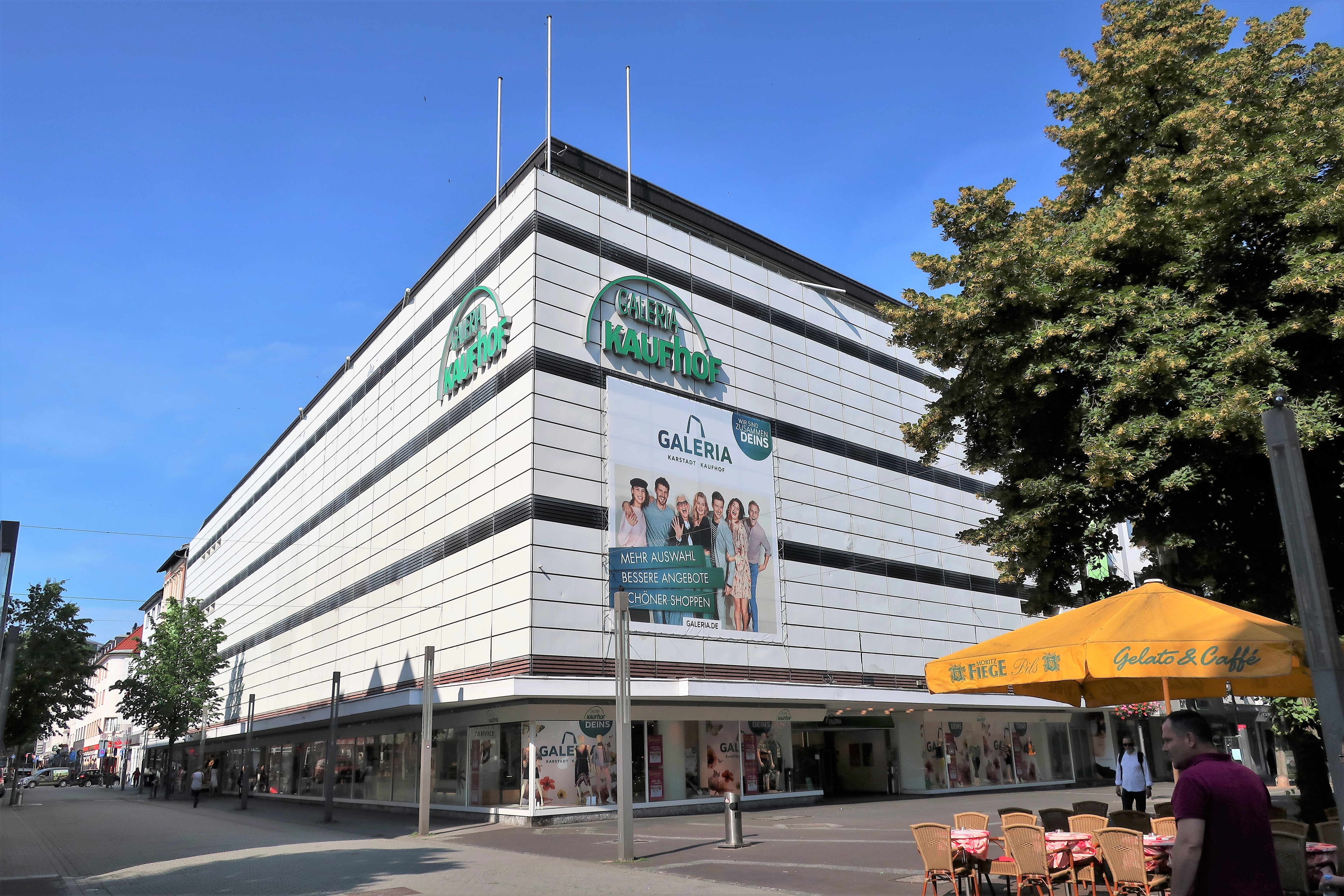
Galeria Karstadt Kaufhof in Hagen (2019)

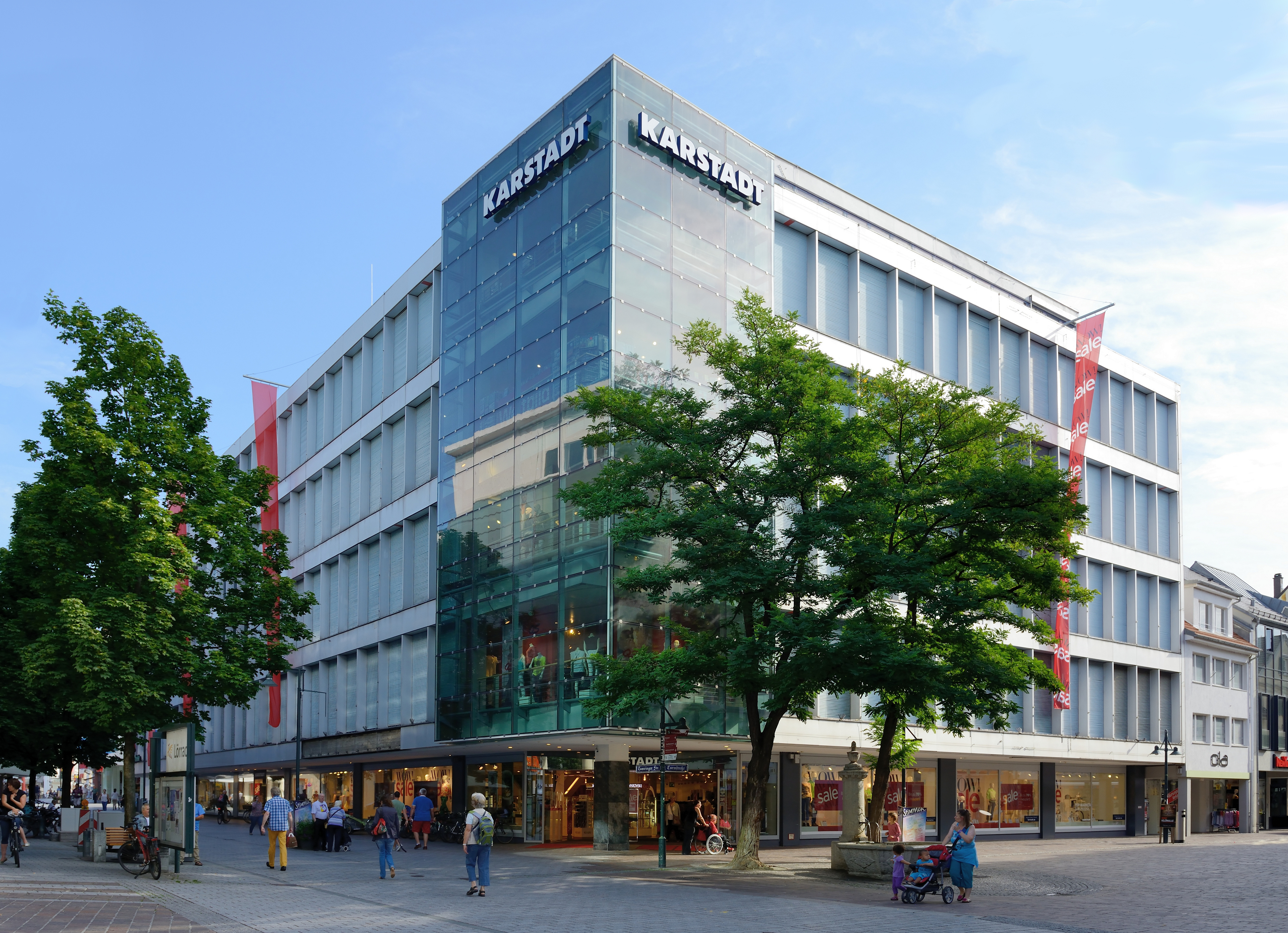
Karstadt in Lörrach (2014)

Die  Galeria S.à r.l. & Co. KG mit Sitz in Essen ist mit 83 Standorten und rund 12.000 Mitarbeitern nach Marks & Spencer der zweitgrößte Warenhauskonzern Europas.

## Unternehmensgeschichte
Ab 2012 hatte die österreichische Signa Holding sukzessive Karstadt übernommen. 2015 hatte der kanadische Einzelhändler Hudson’s Bay Company (HBC) der deutschen Metro AG deren Kaufhof-Warenhauskette mit 103 Filialen in Deutschland und 16 Sportarena-Filialen sowie 16 Kaufhäusern des belgischen Tochterunternehmens Galeria Inno für 2,825 Milliarden Euro abgekauft. Auch Signa hatte an Kaufhof zuvor Interesse bekundet. Ende 2018 einigten sich Signa und HBC auf einen Zusammenschluss von Kaufhof und Karstadt, bei dem Signa 50,01 % der Anteile und HBC den Rest hielt. Ab dem 25. März 2019 traten Karstadt und Galeria Kaufhof in Deutschland unter dem gemeinsamen Namen Galeria Karstadt Kaufhof auf, der den 1988 von der Horten AG geschaffenen und später von Kaufhof übernommenen Markennamen Galeria übernahm. Damit entstand der zweitgrößte Warenhauskonzern Europas – nach El Corte Inglés. Seit Juni 2019 war Signa alleiniger Eigentümer von Galeria Karstadt Kaufhof, nachdem die Österreicher der kanadischen HBC für rund eine Milliarde Euro deren verbliebene Anteile abgekauft hatten. Die erst ab Herbst 2017 in den Niederlanden eröffneten 15 Hudson’s-Bay-Warenhäuser (zum 31. Dezember 2019 alle geschlossen) sowie die beiden Off 5th Outlets in Amsterdam und Rotterdam (Ende Juni 2019 geschlossen) verblieben rechtlich bei HBC.
Unter dem Dach der Galeria Karstadt Kaufhof GmbH waren nach dem Aufkauf durch Signa im Juni 2019 nicht nur die deutschen Galeria Kaufhof- und Karstadt-Filialen sowie deren Lebensmittel- und Gastronomiebereiche (Dinea, Galeria Gourmet, Karstadt Feinkost, Le Buffet) vereint, sondern auch die Karstadt-Sport-Häuser, die deutschen Filialen der Outlet-Kette Saks Off 5th (seit Juli 2019 alle geschlossen), die Galeria-Inno-Kaufhäuser in Belgien sowie eine Reihe von Internetanbietern, wie etwa der Online-Marktplatz hood.de. Die Sportarena-Filialen der Kaufhof-Gruppe waren 2018 geschlossen worden. Kurz vor der endgültigen Verschmelzung von Karstadt und Galeria Kaufhof im Januar 2020 konnte eine Einigung mit der Gewerkschaft Verdi erreicht werden. Der neue Tarifvertrag schließt betriebsbedingte Kündigungen bis 2024 durch eine Standortsicherheit aus. Außerdem wird das Gehalt der Karstadt-Mitarbeiter auf das der Mitarbeiter von Galeria Kaufhof angehoben, was einer Erhöhung von 11 Prozent entspricht. Zur Finanzierung dieses neuen Vertrags werden unter anderem die Gehälter leitender Angestellter gekürzt. Die Sanierungsgeschwindigkeit soll außerdem baldige Gehaltserhöhungen ermöglichen. Im November 2019 übernahm Galeria Karstadt Kaufhof 106 von insgesamt 125 Filial-Reisebüros sowie die E-Commerce-Plattform Golden Gate von der insolventen Thomas Cook Touristik GmbH. Die Filialreisebüros firmieren unter der Marke Galeria Reisen. Im Dezember 2019 übernahm Galeria Karstadt Kaufhof den Sporthändler Sportscheck und baute damit die Sportartikelsparte um 1.300 Mitarbeiter und 17 Läden aus.
Im Januar 2020 wurde durch eine Anmeldung bei der Bundeswettbewerbsbehörde eine Kooperation zwischen Galeria Karstadt Kaufhof und Fiege Logistik bekannt. Durch diesen Zusammenschluss soll die Effizienz der Logistik gesteigert werden. Die Fiege-Gruppe hält 51 Prozent am Joint Venture und der Sitz des Unternehmens soll in Greven errichtet werden.
Im August 2021 gab das Unternehmen bekannt, künftig unter dem Namen Galeria aufzutreten. Die bisherigen Namensteile Karstadt und Kaufhof fielen weg. Im Sommer 2021 wurde zudem das neue Konzept Galeria 2.0 vorgestellt, die Filialen sollten in die Kategorien Lokales Forum, Regionaler Magnet und Weltstadthaus eingeteilt werden. Bis zu 60 Häuser sollten komplett umgebaut werden, alle anderen zumindest teilweise. Die Filialen in Frankfurt am Main, Kassel und Kleve wurden als Erste umgebaut, alle anderen Filialen folgen nach und nach. Im Oktober 2021 eröffneten die umgebauten Filialen in Frankfurt am Main, Kassel und Kleve unter neuem Namen und Signet. Die Feinkost-Lebensmittelabteilung wird von der Konzerntochter Galeria Markthalle fortgeführt.
Im Mai 2024 kündigte Insolvenzverwalter Stefan Denkhaus an, dass das Unternehmen Ende Juli nach der Übernahme der neuen Eigentümer nur noch „Galeria“ heißen wird und die Wörter „Karstadt“ und „Kaufhof“ wegfallen werden, was am 1. August 2024 umgesetzt wurde.
Nach dem Insolvenzverfahren 2024 kündigte die Geschäftsführung an, dass Gehaltserhöhungen nur nach einer Aufhebung der Tarifbindung gewährt werden sollen. Beschäftigte sollen außerdem darauf verzichten, Tarifansprüche rechtlich geltend zu machen.

## Liquiditätskrise 2020
Anfang April 2020 teilte das Unternehmen mit, die Geschäftsführung habe beim Amtsgericht Essen einen Antrag auf Einleitung eines Schutzschirmverfahrens für die Galeria Karstadt Kaufhof GmbH sowie deren Tochtergesellschaft Karstadt Sports gestellt. Das Unternehmen war stark durch die Schließung seiner Filialen im Zuge der COVID-Maßnahmen und deren wirtschaftliche Folgen betroffen. Um Galeria Karstadt Kaufhof zu schützen, sei dem Antrag bereits stattgegeben worden. Bis Ende Juni 2020 wurde ein Sanierungskonzept erstellt; Hintergrund war ein zu erwartender Umsatzverlust in Milliardenhöhe infolge der Maßnahmen. Am 18. Juni kündigte der Konzern die Schließung von 62 der 172 bestehenden Filialen in 47 Städten an, bis zu 6.000 Stellen sollten wegfallen. Streichungen sollten außerdem bei Karstadt Sports (Schließung von 20 der bestehenden 30 Filialen), sowie den Reisebüros und in der Essener Zentrale erfolgen. Zudem werde mit den Vermietern der Warenhäuser über eine Senkung der Mietzahlungen verhandelt.
Am 1. Juli 2020 wurde ein Insolvenzverfahren am Essener Amtsgericht beantragt. Das Amtsgericht Essen ordnete daraufhin für die Warenhauskette Galeria Karstadt Kaufhof und weitere acht Tochterunternehmen „Insolvenzverfahren in Eigenverwaltung“ an. Neben den Warenhäusern von Galeria Karstadt Kaufhof waren auch Karstadt Sports, Galeria Logistik, Sportarena, Le Buffet, Dinea Gastronomie, Karstadt Feinkost, Atrys I (Reisebüro-Filialen) und Saks Fifth Avenue Off 5th Europe vom Insolvenzverfahren betroffen. Das „Insolvenzverfahren in Eigenverwaltung“ schloss an das bisherige Schutzschirmverfahren an. Galeria Karstadt Kaufhof und Karstadt Sports reichten vor Gericht die erarbeiteten Insolvenzpläne mit den Details des Sanierungskonzepts ein. Der Konzern geriet im Rahmen des Insolvenzverfahrens jedoch auch in die Kritik, da für Beschäftigte von Karstadt Sports keine Transfer-, Beschäftigungs- oder Qualifizierungsgesellschaft eingerichtet wurde. Arbeitnehmer in anderen Bereichen des Unternehmens konnten eine derartige Möglichkeit hingegen für sechs Monate nutzen. Parallel zu den Schließungsplänen der 62 Warenhaus-Filialen kam es in den betroffenen Städten zu Aktionen, um die Schließung noch zu verhindern. Am 3. Juli 2020 gab Galeria Karstadt Kaufhof bekannt, dass statt 62 nur noch 56 Warenhäuser schließen sollen. Mitte Oktober 2020 begann der Konzern mit der Schließung von 40 Filialen, die nach dem Weihnachtsgeschäft 2020 abgeschlossen sein sollte.
„Die Gläubigerversammlung am 1. September 2020 stimmte dem von der Unternehmensführung unter Aufsicht des Sachverwalters Frank Kebekus erarbeiteten Insolvenzplan zu. […] Insgesamt müssen Lieferanten, Vermieter und sonstige Gläubiger auf mehr als zwei Milliarden Euro verzichten.“ Daraufhin wurde das Insolvenzverfahren am 30. September beendet.
Im Januar 2021 wurde Galeria Karstadt Kaufhof ein Nachrangdarlehen in Höhe von 460 Millionen Euro durch den im Zuge der COVID-19-Pandemie gegründeten Wirtschaftsstabilisierungsfonds gewährt.
Im Januar 2022 wurde Galeria Karstadt Kaufhof ein zweites Nachrangdarlehen in Höhe von 250 Millionen Euro durch den im Zuge der COVID-Maßnahmen gegründeten Wirtschaftsstabilisierungsfonds gewährt.

## Liquiditätskrise 2022/2023
Ende Oktober 2022 stellte das Unternehmen erneut einen Antrag auf ein Schutzschirmverfahren in Eigenverwaltung. Der Vorsitzende der Geschäftsführung, Miguel Müllenbach, sagte, das Filialnetz müsse im Zuge des Schutzschirmverfahrens „um mindestens ein Drittel reduziert werden“. Betriebsbedingte Kündigungen seien unvermeidbar. Das Unternehmen plane zeitnah einen massiven konzeptionellen und baulichen Umbau der verbleibenden Warenhäuser nach dem Vorbild der 2022 umgebauten und neueröffneten Häuser, die am Markt erfolgreicher seien („Galeria 2.0“, siehe unten). Das Amtsgericht Essen eröffnete das beantragte erneute Insolvenzverfahren am 1. Februar 2023.
Anfang November 2022 verkündete Markus Schön, Eigentümer des Onlinehändlers buero.de, Galeria Karstadt Kaufhof durch Übernahme von ca. 40 Filialen besonders in mittelgroßen Städten retten zu wollen. Er zog das Angebot sechs Wochen später zurück. Galeria Karstadt Kaufhof gab Ende Dezember 2022 an, Übernahmeangebote von einigen anderen Interessenten erhalten zu haben.
Im März 2023 gab das Unternehmen bekannt, dass 52 der verbliebenen 129 Warenhäuser geschlossen werden sollen, was für rund 11.000 Mitarbeiter eine Weiterbeschäftigung bedeute. Die Zahl der Schließungen wurde am 16. März 2023 auf 47 und im weiteren Verlauf auf 42 korrigiert. Am 27. März 2023 stimmte die Gläubigerversammlung dem erarbeiteten Insolvenzplan zu. Das Unternehmen blieb damit vorerst erhalten; tausende Mitarbeiter verloren ihren Arbeitsplatz. Das zweite Insolvenzverfahren wurde am 1. Juni 2023 beendet.

## Insolvenz 2024
Am 9. Januar 2024 stellte das Unternehmen zum dritten Mal innerhalb von drei Jahren einen Antrag auf ein Insolvenzverfahren, diesmal als Regelinsolvenz. Im April 2024 wurde bekannt, dass ein Konsortium aus der US-Investmentgesellschaft NRDC Equity Partners und der vom Unternehmer Bernd Beetz kontrollierten Gesellschaft BB Kapital SA, die ihren Sitz in Lugano/Schweiz hat, den Konzern übernehmen will. Demnach sollten von den noch vorhandenen 92 Filialen noch ca. 70 erhalten bleiben. Die Verwaltung sollte von Essen nach Düsseldorf verlegt werden.
Das Unternehmen gab am 27. April 2024 bekannt, im Zuge des Insolvenzplans 16 seiner 92 verbliebenen Filialen bis zum 31. August 2024 zu schließen. Tatsächlich wurden bis dahin 9 Filialen geschlossen.
Auf der Gläubigerversammlung am 28. Mai 2024 wurde der Insolvenzplan angenommen. Demnach sollten die rund 4.600 Gläubiger, die Forderungen in Höhe von knapp 900 Mio. Euro angemeldet hatten, eine Insolvenzquote von 2,5 bis 3 % erhalten. Gläubiger sind hauptsächlich die Vermieter der Galeria-Immobilien, zudem die Bundesagentur für Arbeit (für das Insolvenzgeld), Sozialversicherungsträger, Arbeitnehmer und der Fiskus. Die meisten Lieferanten dagegen waren durch die Warenkreditversicherung abgesichert.
Mit Ablauf des 30. Juli 2024 hob das Amtsgericht Essen das Insolvenzverfahren auf. Gleichzeitig benannte sich das Unternehmen in „Galeria S.à.r.l & Co. KG“ um. Die Muttergesellschaft ist „Naboo Holdings S.à r.l“ mit Sitz in Luxemburg, deren Eigentümer sind NRDC Equity Partners und BB Capital.

## Filialen

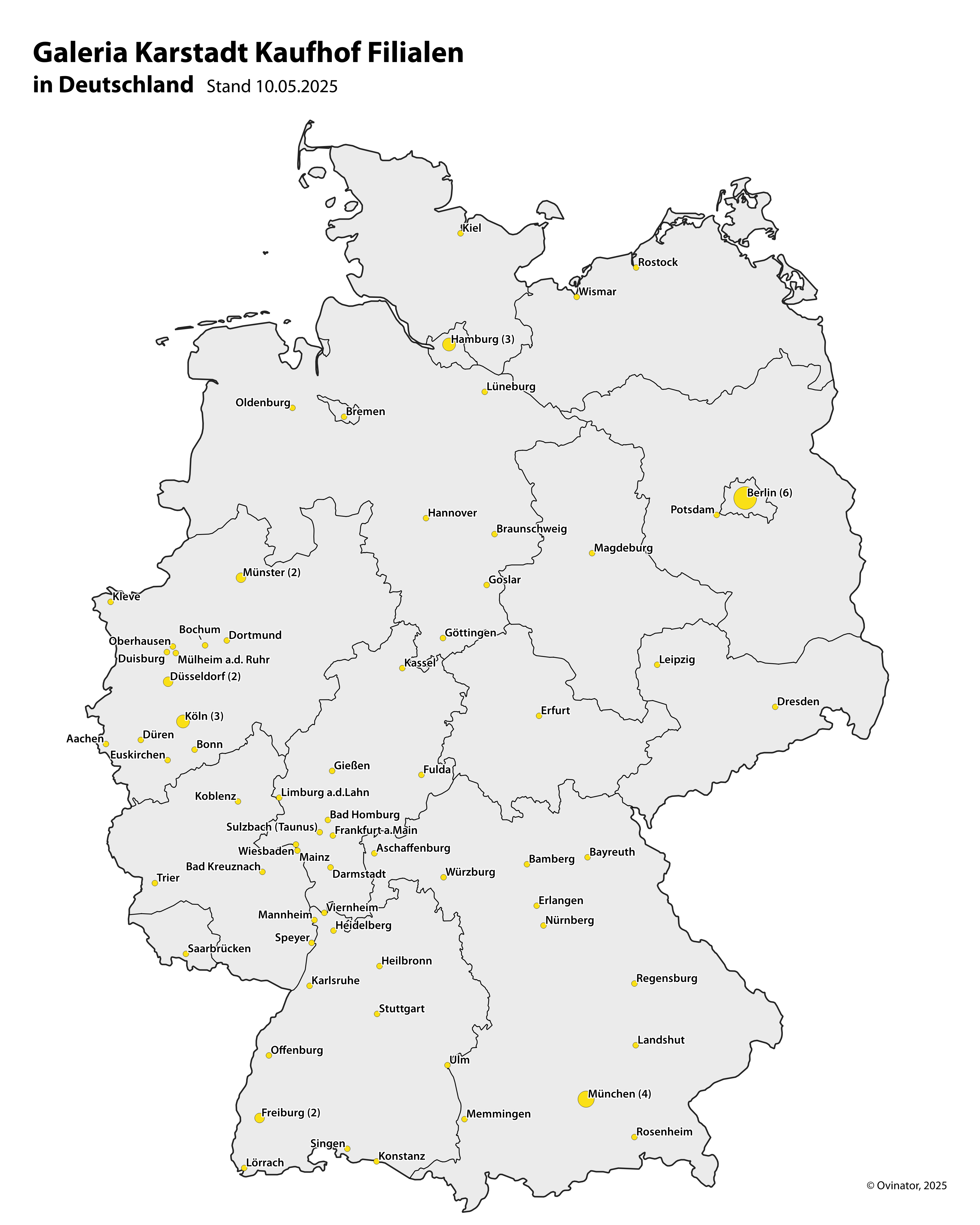
Karte der Galeria-Filialen

### Schließungen seit 2020
Infolge der Insolvenz im Jahr 2020 mussten damals insgesamt 47 Filialen von Galeria Kaufhof und Karstadt (inklusive mehrerer Karstadt-Schnäppchencenter) schließen. 24 weitere von beiden Unternehmen nach der Fusion zur Schließung vorgesehene Standorte konnten jedoch erhalten werden. Im August 2022 schloss in der Folge allerdings die ursprünglich „gerettete“ Filiale in München am Stachus, im Januar 2023 außerdem der Standort in Halle (Saale) sowie in Hannover an der Marktkirche.
In einem weiteren Verfahren im Jahr 2023 kündigte Galeria Karstadt Kaufhof die Schließung weiterer 38 Filialen in zwei Etappen für Juni 2023 und Januar 2024 an.

### Standorte 2024
Im September 2024 gibt es folgende 83 Galeria-Filialen.
- Baden-Württemberg: Freiburg im Breisgau (Am Bertoldsbrunnen und Am Europaplatz), Heidelberg, Heilbronn, Karlsruhe, Konstanz, Lörrach, Mannheim, Offenburg, Singen, Stuttgart und Ulm
- Bayern: Aschaffenburg, Bamberg, Bayreuth, Erlangen, Landshut, Memmingen, München (Marienplatz, Olympia-Einkaufszentrum, Rotkreuzplatz, Schwabing), Nürnberg, Regensburg (Donau-Einkaufszentrum), Rosenheim und Würzburg
- Berlin: Alexanderplatz, Hermannplatz, Kurfürstendamm, Schloßstraße, Spandau und Tegel
- Brandenburg: Potsdam
- Bremen: Bremen
- Hamburg: Alstertal-Einkaufszentrum, Eimsbüttel und Mönckebergstraße
- Hessen: Bad Homburg vor der Höhe, Darmstadt, Frankfurt am Main, Fulda, Gießen, Kassel, Limburg, Sulzbach, Viernheim und Wiesbaden
- Mecklenburg-Vorpommern: Rostock und Wismar
- Niedersachsen: Braunschweig, Goslar, Göttingen, Hannover, Lüneburg, Oldenburg (Oldb)
- Nordrhein-Westfalen: Aachen, Bochum, Bonn, Dortmund, Duisburg, Düren, Düsseldorf (Königsallee und Schadowstraße), Euskirchen, Kleve, Köln (Breite Straße, Hohe Straße und Nippes), Mülheim an der Ruhr, Münster (Ludgeristraße und Salzstraße) und Oberhausen
- Rheinland-Pfalz: Bad Kreuznach, Koblenz, Mainz, Speyer, Trier
- Saarland: Saarbrücken
- Sachsen: Dresden und Leipzig
- Sachsen-Anhalt: Magdeburg
- Schleswig-Holstein: Kiel
- Thüringen: Erfurt

## Verkauf der belgischen Tochtergesellschaft Inno
Im Sommer 2024 verkaufte Galeria seine belgische Tochtergruppe Inno mit deren 16 Warenhäusern an Innovative Retail, ein Joint Venture der schwedischen Einzelhandelsgruppe Axcent of Scandinavia (unter anderem Eigentümerin der größten schwedischen Warenhauskette Åhléns) und der isländischen Investmentgesellschaft Skel.

## Verkauf der Reisebüros an den ADAC
Die ADAC Hessen-Thüringen Urlaubsreisen GmbH, eine Tochtergesellschaft des ADAC Hessen-Thüringen e. V., hat die noch in den Galeria-Warenhäusern verbliebenen 70 Reisebüros übernommen.